# Болотня (Львівський район)
Боло́тня — село в Україні, у Перемишлянській міській об'єднаній територіальній громаді Львівського району Львівської області. Населення становить 679 осіб.

## Географія
Розташоване на річці Болотні — притоці Гнилої Липи, біля схилів Перемишлянського низькогір'я, за 19 км від районного центру Перемишляни. Через село пролягає автошлях Т 2007. Межує з населеними пунктами — Подусільна, Подусів, Шайбівка, Бачів, Іванівка.

## Населення
Згідно з переписом УРСР 1989 року чисельність наявного населення села становила 960 осіб, з них 431 чоловік та 529 жінок.
За переписом населення України 2001 року в селі мешкало 679 осіб. 100 % населення вказало своєю рідною мовою українську мову.

## Історія
Перша письмова згадка про село датується 1441 або 1442 роком. Зокрема, у 1441 році король Владислав III Варненчик своїми привілеями записав шляхтичу-придворному Миколаю Параві послідовно 80 та 120 угорських золотих, які забезпечувалися на маєтку у Болотні — селі Львівського повіту. Згадується село також від 4 грудня 1464 року в книгах галицького суду.
У податковому реєстрі 1515 року в селі документується піп (отже, уже тоді була церква), млин і 6 ланів (близько 150 га) оброблюваної землі. У 1547 році Войцех Стажеховський отримав від короля правом «доживоття» село (також Бачів, Подусільна, всі — Львівської землі), які викупив у 1549 році.
У 1552 році село належало Львівському архієпископу.
1649 року село було спустошене татарами. Власником «земських дібр» (великої земельної власності) у селі у 1880-х роках був магістрат Львова, який отримав це право як дарунок від останнього з роду литовських магнатів Госевських.
У 1953—1955 роках в с. Болотня (урочище Оселище) експедицією Львівського історичного музею під керівництвом Свєшнікова І. К. було виявлено могильник липицької культури (I ст. н. е.), що містив 6 поховань. У процесі дослідження поховань отримано значну кількість глиняного посуду, фібул, ножів, пряжок, браслетів, намистин, а також голки, шила, бритви, шпори, два мечі, пряслиця, бруски тощо. Археологічною розвідкою на околиці села виявлено давньоруське поселення XI—XIII століття.

### Радянські репресії та діяльність УПА (1944—1953)
28 лютого 1945 року неподалік села відбувся бій підрозділу УПА під командуванням підрайонного провідника ОУН Миколи Бакая з відділом НКВС. У бою загинули 10 повстанців та трьох поранено.
13 вересня 1945 року підрозділ НКВС наскочив на хутір Під Телячим біля Болотні. На хуторі у той час перебувало троє повстанців. Побачивши стрибків, двоє втекли, а один сховався у хаті. До хати увійшли капітан з двома бійцями. Повстанець вбиває капітана, а солдати втікають, повстанець, тим часом, без перешкод покинув хутір.
У 1946 році в селі діяла боївка районного проводу УПА сотенного «Меча» чисельністю 9 повстанців. 12 лютого 1946 року в селі загинув станичний інформатор Горобець Михайло Семенович (псевда — «Соловій», «Віра»).

## Пам'ятки, визначні місця
- Пам'ятка архітектури «Давньоруське селище X—XIII століть»[20].
- Церква Святого Миколая, збудована у 1912 році[21] в стильовому вирішенні: хрещатий план з восьмибічними раменами, прототипом яких були конхи, по периметру якого влаштоване піддашшя; банька невеликих розмірів врізається в плоске завершення даху головної нави; півциркульний фриз по периметру. На жаль, ім'я будівничого церкви невідоме. Належала тоді до Нараївського деканату[22]. Нині храм Перенесення мощей Святого Миколая перебуває під юрисдикцією Перемишлянського деканату, Стрийської єпархії, Львівської митрополії УГКЦ[23]. Церква внесена до реєстру пам'яток архітектури місцевого значення під охоронним № 2874-м[20]. Адміністратор парафії Перенесення мощей Святого Миколая с. Болотня — о. Василь Калагурка[24].
- Пам'ятник на честь скасування панщини 1848 року, виготовлений з пісковику та встановлений у 1928 році. 1995 року внесений до реєстру пам'яток монументального мистецтва Перемишлянського району під охоронним № 1633-м[20].
- Пам'ятник Т. Г. Шевченку (авторство — скульптор Е. Бучинський, архітектор Б. Цар, мармурова крихта, бетон, 1992). 1995 року внесений до реєстру пам'яток монументального мистецтва Перемишлянського району під охоронним № 1639-м[20].

## Відомі люди
- Іваніків Михайло Васильович (1981—2022) — молодший сержант Збройних Сил України, учасник російсько-української війни.
- Михайло Ільчишин — викладач фізвиховання та тренер з важкої атлетики Бучацького радгоспу-технікуму, підготував майстрів спорту.
- Роман Козак — український політик.
- Михайло Шніцер (псевдо «Чумак»; 1918, с. Болотня — 12 лютого 1946, там само) — учасник боївки «Богун», «Меч», чотовий сотні «Тигри». Загинув в с. Болотня.
- Олексій Шніцер — командир сотні УПА «Риболовці» у ВО-3 «Лисоня», лицар Бронзового хреста бойової заслуги УПА.